# Ziarul Financiar
Ziarul Financiar (ZF) este un cotidian economic și financiar din România, publicat în București. Publicația a fost lansat pe 16 noiembrie 1998 de trustul de presă Media Pro.

## Istoric
Prima ediție a ziarului a apărut la 16 noiembrie 1998.
În aprilie 2003, Ziarul Financiar a lansat un pachet de presă care include suplimentul cultural Ziarul de Duminică, suplimentul de week-end După Afaceri și revista Descoperă.
În aprilie 2003, Ziarul Financiar a lansat un pachet de presă care alături de ZF mai conține suplimentul cultural al acestuia Ziarul de Duminică, suplimentul de week-end După Afaceri și revista Descoperă.
Din 2004, Ziarul Financiar a lansat o serie de anuare:
- Topul celor mai valoroase companii din România
- Cei mai mari jucători din economie
- Top Tranzacții
- Who's who in Business
- Cei mai importanți 1.000 de oameni de business din Romania
- Anuarul de Business al României (lansată în 2006)[6][7][8]

În octombrie 2019, Ziarul Financiar este editat de Mediafax Group și este coordonat de Cristian Hostiuc, director Editorial, și Sorin Pâslaru, redactor-șef.

## Contributori notabili
- Silviu Brucan
- Daniel Dăianu
- Ovidiu Pecican
- Alex Mihai Stoenescu